# Hayward Field
Hayward Field est un stade d'athlétisme et de football américain situé à Eugene, propriété de l'Université d'Oregon. Inaugurée en 1919, l'enceinte accueille l'équipe de football américain universitaire des Oregon Ducks, ainsi que le meeting d'athlétisme de la Prefontaine Classic, compétition figurant au programme de la Ligue de diamant à compter de la saison 2010. Il a également été à plusieurs reprises le stade hôte des Championnats des États-Unis d'athlétisme. Le nom du stade est donné en hommage à Bill Hayward, le premier entraineur d'athlétisme des Oregon Ducks.
En 2022, le stade accueille les championnats du monde d'athlétisme.